# 音声通話定額制
音声通話定額制（おんせいつうわていがくせい）とは、電話の本来の機能である音声通話の際に、従量制によらず、いくら話しても同額（話し放題）になる料金制度である。日本国内では長い間もっぱら通話時間による従量課金だったので、注目された。日本以外の国では、市内通話については基本料金に含まれるとする国も多く、たとえばアメリカ合衆国ではそのことがブロードバンドの必要性を低くし、その普及を遅らせたと言われる。
日本国内では、2006年11月現在、IP電話および携帯電話・PHS全事業者においてのみ提供中である。
ただ、携帯電話・PHSについては各事業者において契約サービス内容が異なる事がある。
なお、この記事においては電気通信事業としての電話についてのみ扱う。元来通話料が適用されないインターネット電話等（VoIP）は、それらの項目を参照のこと。
また、一部携帯電話におけるプッシュ・ツー・トークによる定額制についても同項を参照のこと。

## 日本国内でのサービス

### 固定電話
2006年10月時点で、日本国内の固定電話サービス（IP電話を除く）のうち、音声通話定額制サービスを提供していたのは、ソフトバンクテレコム（平成電電から事業譲渡）の直収電話サービス・CHOKKAのみだったが、同年10月31日をもって廃止された。なお、NTT東西においても「テレホーダイ」という深夜時間帯に限った定額制サービスが以前から提供されているが、本項目においては対象外とする。
CHOKKAの場合、一定額のオプション料金（追加料金）により定額制サービス「かけ放題」が利用できた。ただし、定額制が適用されるのは、CHOKKAユーザー同士の通話に限られていた。
なお以前は、1ヶ月合計60時間まで、相手先が事前登録済の5番号まででそれ以上はさらに追加料金必要、などの制限があったが、2004年3月5日以降はこれらの制限が解除された新サービスが提供されていた。
平成電電の経営破綻、ソフトバンクテレコムへの事業譲渡により、CHOKKAサービスは新規申込停止となり、2006年10月31日でサービス終了した。
CHOKKA契約者はソフトバンクテレコムの「おとくライン」に契約移行されるが、「かけ放題」サービスは廃止された。
直収電話の項目も参照。

### IP電話
IP電話の記事を参照。

### 携帯電話・PHS
定額制サービスとして各社から多様なプランが提供されているが、大きく区分すると「特定の相手との通話が無料になるもの」、「同じ会社なら相手を問わず無料となるもの」、「相手先を問わず、時間制限付きで無料となるもの」、「相手先を問わず、無制限で無料となるもの」に分けられる。
なお、ローミングによる通話やテレビ電話などは定額制の適用対象外となる場合が多い。

#### ソフトバンク
ソフトバンクにおいて音声通話定額制が適用されるのは、ソフトバンクモバイルユーザー同士の通話またはディズニー・モバイルユーザーとの通話である。「スマ放題」を除く。
基本料金プランの一つである「ホワイトプラン」、「ゴールドプラン」が提供されており、これを契約する回線からの発信が
通話定額の対象となる。また、ボーダフォン時代の料金プラン契約回線からの発信では、発信側または発着信双方が特定のオプション契約を
結んでいる場合に通話定額の対象となる。なお、通話定額対象時間帯あるいは連続通話時間には制限がある。
ソフトバンクモバイル以降のプラン
ゴールドプラン
2006年10月26日開始。月額9600円のプランで、ディズニー・モバイルまたはソフトバンク契約回線への通話が午前1時から午後9時まで全て無料となる。午後9時から翌午前0時59分までは月間合計200分まで無料、以降30秒21円で課金される。テレビ電話サービスおよび国際ローミングサービスによる通話は対象外となる。継続割引、家族割引との併用可。
ホワイトプラン
2007年1月16日開始。月額980円のプランで、ディズニー・モバイルまたはソフトバンク回線への通話が午前1時から午後9時までの間は無料で、それ以外の通話は30秒21円で課金される。テレビ電話サービスおよび国際ローミングサービスによる通話は対象外となる。このプランには継続割引は存在しない。2010年4月27日以降にホワイトプランを契約した場合は2年契約となり、更新月以外の解約やプラン変更には9975円の違約金が必要となる。それ以前からホワイトプランを継続して契約している場合、他の料金プランからの変更の場合で、継続割引の中途解除を伴うために「6か月契約」がなされている場合を除き、いつ解約やプラン変更をしても違約金は発生しない。
2007年6月1日より、ホワイトプラン加入者から同一家族割引サービス対象回線への通話が24時間定額になる、ホワイト家族24サービスを開始した。このサービスは追加料金なし。同一家族割引サービス対象回線には、ディズニー・モバイル契約回線も含むことができる。
2008年6月3日より、ホワイトプランとソフトバンクBB提供のIP電話両方の加入者を対象に、双方間の通話料が無料となるホワイトコール24を開始した。このオプションは申し込みが必要ではあるが無料で、自分自身の番号だけではなく加入者からのソフトバンクモバイル、BBフォンからの発信であれば全国すべての回線への発信が無料となる。
24時間定額オプション
2013年1月15日開始(オプション予約は2012年9月21日開始)。SoftBank 4G LTEプランの利用者が選択できるオプションで、月額500円のオプション料金でソフトバンクモバイル宛の通話が24時間無料となる。
スマ放題
2014年7月1日開始(事前予約6月21日開始)。でこれは月額、通話し放題プラン（スマートフォン）2,700円 通話し放題プラン（3Gケータイ）（ソフトバンク3G携帯電話）2,200円のプラン(いずれも2年契約時の料金)で国内通話が、相手先を問わず無料となる。テレビ電話サービスおよび国際ローミングサービスによる通話は対象外となる。
ボーダフォン時のプラン
前述のゴールドプラン、ホワイトプランが登場したため、以下のオプションは広告されなくなった。いずれも、新規申込は2007年2月28日、既存ユーザーの申込は2007年5月31日をもって終了した。
家族通話定額
「家族割引」かつ月額315円のオプション加入者を対象に、同一の家族割引サービス対象回線への発信が定額となる。プリペイド以外のすべての携帯電話において加入できる。ただし、SoftBank 3G対応機種でのテレビ電話サービスおよび国際ローミングサービスによる通話は対象外。
LOVE定額
月額315円のオプション加入によって、ソフトバンク回線の1つの電話番号に対する通話が定額となる。なお、テレビ電話による通話は定額制が適用されず、半額になるのみである。また、指定した相手へのメール送信・相手からのメール受信についてもスーパーメール以外のメールサービスは定額の対象になる。なお、2007年5月31日以降も指定先電話番号の変更は出来る。
法人向け
ソフトバンクモバイルオフィス（通称：社員間通話定額）
2004年12月1日開始。登録した特定グループ（オンネットグループ）の第三世代携帯電話（SoftBank 3G）に限り、同社携帯電話間に音声通話定額制を適用。

##### ワイモバイル
ワイモバイル（旧イー・モバイル）は、2008年3月28日の音声通話参入時より、自社相互の音声通話が定額となるオプションを提供しており、また基本料金コースとして自社相互の通話が定額制となる料金コースや、それとは別に他社との通話が条件付きで定額となるオプションサービスも提供している。

##### ウィルコム
ウィルコムでは、ウィルコム同士の通話が無料となる基本料金コースを提供するほか、さらにオプションサービスとして他社との通話も条件付きながら定額制となるサービスを提供している。

###### ウィルコム同士の通話定額制
「基本料金プラン」の一つである「ウィルコム定額プラン」として、音声通話定額制サービスが2005年5月1日より提供されている。なお、ウィルコム定額プラン専用でパケット定額制となるオプション「リアルインターネットプラス」が2005年7月1日より開始された。また、データ通信の定額制プランである新つなぎ放題に対しても、ウィルコム定額プランと同条件で音声通話定額制となる「話し放題」が、2008年10月1日より提供されている。
定額制の適用対象通話は当初、ウィルコム（ウィルコム沖縄を含む。以下同）のPHSユーザー同士の通話に限られていたが、2006年10月20日より、ウィルコムから他社PHSに掛けた場合も定額対象に加えられた。これにより、全PHS・070番号への通話が定額制対象となった。ただし、この時点で事業を行っていたTOHKnetが2006年12月20日で、ドコモPHSが2008年1月7日で事業を終了したため、以降は、PHSの音声通話サービスを提供する実体事業者はウィルコムだけとなっている。
ウィルコムは公式発表で、定額制適用対象への2時間45分以上の連続通話に関しては「従量課金」対象とし、また16時間以上の通話に関しては「ネットワーク側で切断」を行う可能性があるとしている。ただし、これは連続通話時間なので、一度切ってかけ直せばよい。また、定額制適用対象に関して、合計通話時間や、通話相手を限定する等の制限はない。
メール送受信は、ウィルコムドメインで行う場合は定額、他のメールアドレスでの送受信はパケット課金対象となる。
ウィルコム定額プラン・新ウィルコム定額プラン
月額2,900円（基本使用料含む）で、全PHSへの通話が定額で利用できる。固定電話への通話料は10.5円/30秒、他社携帯電話への通話料は13.125円/30秒となっている。
ウィルコムビジネスタイム定額トリプルプラン・新トリプルプラン
月額1,900円（基本使用料含む）で、1時～21時の全PHSへの通話が定額で利用できる。他の基本料金プランで契約した回線を含めて3回線以上の契約が必要。
新ウィルコム定額プランS・新ウィルコム定額プランG・新ウィルコム定額プランGS
月額1,450円（基本使用料含む）で、全PHSへの通話が定額で利用できる。他社の電話へ通話する場合、通話料は21円/30秒となる。なお、新ウィルコム定額プランGと新ウィルコム定額プランGSは、特定の機種を新規購入した場合にのみ加入できる。
話し放題
新つなぎ放題に付加する、月額980円のオプション。全PHSへの通話が定額で利用できる。固定電話への通話料は10.5円/30秒、他社携帯電話への通話料は13.125円/30秒となっている。

###### 他社との通話定額制
2010年12月3日より、「だれとでも定額」という、他社との通話も定額制となるサービスが提供されている。これは、新ウィルコム定額プラン（S・G・GSも含む）に付加する、月額980円のオプションサービスで、国内通話が、相手先を問わず最初の10分、1ヶ月に500回まで無料となる。なお、新ウィルコム定額プランで無料となっている、PHSへの通話は無料回数として数えない。

#### ディズニー・モバイル・オン・ソフトバンク
ディズニー・モバイル・オン・ソフトバンクにおいて音声通話定額制が適用されるのは、ディズニー・モバイル・オン・ソフトバンクユーザー同士の通話またはソフトバンクモバイルユーザーとの通話である。「スマ放題(D)」を除く。
基本料金プランとして「ホワイトプラン(D)」が提供されている。これは月額980円のプランで、ディズニー・モバイル・オン・ソフトバンクまたはソフトバンク契約回線への通話が午前1時から午後9時までの間は無料で、それ以外の時間帯の通話は30秒21円で課金される。テレビ電話サービスおよび国際ローミングサービスによる通話は対象外となる。このプランには継続割引は存在せず、いつ解約やプラン変更をしても違約金は発生しない。
さらに、家族割引（通称「ホワイト家族24(D)」）に加入することで、ホワイトプラン(D)加入者から同一家族割引サービス対象回線への通話が24時間定額になる。このサービスは追加料金はない。なお、同一家族割引サービス対象回線には、ソフトバンクモバイル契約回線も含むことができる。
また、「スマ放題(D)」が2014年7月1日開始(事前予約6月21日開始)でこれは月額、通話し放題プラン（スマートフォン）2,700円 通話し放題プラン（3Gケータイ）（ディズニー・モバイル・オン・ソフトバンク3G携帯電話）2,200円のプラン(いずれも2年契約時の料金)で国内通話が、相手先を問わず無料となる。テレビ電話サービスおよび国際ローミングサービスによる通話は対象外となる。

#### NTTドコモ
カケホーダイ&パケあえる
2014年（平成26年）6月1日開始（事前予約5月15日開始）。日本での国内通話が、相手先の一部（ナビダイヤル・テレドーム・ショートメッセージサービス・国際電話・衛星電話）を除き、通話時間に関係無く定額制となるサービス。
家族内通話定額
2008年4月1日より、ファミ割MAX50 を契約する FOMA 回線または契約年数11年目以降の「ファミリー割引および（新）いちねん割引」契約 FOMA 回線から、同一家族割引サービス対象回線への発信が通話定額の対象となる。mova 回線からの発信は定額通話の対象外（条件を満たす FOMA 回線から mova 回線への発信は定額通話の対象となる）。
そのほかにiモードメールが（FOMAの場合添付も）あわせ家族間無料となる。
ビジネスシンプル(法人向け)
グループ内の通話、iモードメールが無料となる。 グループが30回線以内であれば定額料も発生しない。グループ外への通話も10~30％割引となる。
カケ・ホーダイ
NTTドコモのプッシュトークのサービスで、月額1050円で、プッシュトークでの通話が無料というサービス。1対n人でのトランシーバ型の通話となる。2008年12月までは月額315円。2010年9月30日をもってプッシュトークのサービスそのものが廃止されたため、カケ・ホーダイも廃止となった。
ビジネス通話ホーダイ（法人向け）
2008年6月1日よりサービス開始のサービスで、11回線～299回線までのビジネス通話ホーダイグループ間のFOMA間通話を24時間無料としたもので、1回線あたり900円（税別）の定額料がかかり、利用対象プランはタイプM～タイプLL及びタイプビジネスとなる。
オフィス割引/オフィス割MAX50（中小法人向け）
ビジネス通話ホーダイと同時期にスタート。2～10回線の法人グループでオフィス割引とあわせてオフィス割MAX50（いちねん割引の利用者で契約が10年以上）を申し込んだグループ間のFOMA回線の通話とiモードメールのやりとりが無料（FOMAの場合添付も無料）となる。
OFFICEED（エリア内通話定額）
NTTドコモでは2007年2月より、法人向けに音声通話定額制のモバイルセントレックスサービス「OFFICEED」（オフィシード）を開始した。ユーザー企業のビル内に屋内基地局とアンテナを設置すると、登録した端末同士のエリア内での通話が定額となる。またPBXとOFFICEED装置を接続することにより、通常のビジネスフォンとFOMAをあわせて、内線として利用できるようになる。屋内基地局のエリアをはなれると、通常のFOMAの通話料金となる。
オフィスリンク（全国型内線サービス）
ホームU（FMC「Fixed Mobile Convergence」を使った通話定額）
無線LAN（IEEE 802.11a/b/g）機能を備えたFOMA/無線LAN端末「N906iL onefone」などを使用し、無線LAN経由のiモード（フルブラウザ込）・パケット通信が無料になるサービス。また無線LAN経由のIP電話としても利用する事も可能である。ホームUユーザー同士の通話は無料であり，ホームU以外への通話も通常より3割安（FOMA新料金プランが対象）になる。電話番号は050が払い出しされるが、FOMAの090/080番号でかけられるワンナンバーオプションがある。
Xiカケ・ホーダイ
高速通信サービスXiプランのみ対象の通話料定額サービスで、ドコモあての通話が24時間無料となる。XiからXiのみでなく、XiからFOMAやmovaあての通話も無料。なお、FOMAやmovaの契約ではこのXiカケ・ホーダイを選択する事は不可能であるが、FOMA端末のままでXiプラン、Xiカケ・ホーダイの契約は可能である。ただし、Xiプランには、FOMAプランの多くにある無料通話分が付属する料金プランが存在しないため、他プランに比べて他社端末への通話が割高になる。

#### KDDI/沖縄セルラー電話連合
au by KDDIにおいては、法人向けおよび家族向けの定額通話制を提供している。
OFFICE WISE
登録した特定の携帯電話に限り、同社携帯電話間による法人等内での内線通話に通話定額制を適用。
ビジネス通話定額
2006年11月1日にサービスを開始した法人向けの音声通話定額制。
家族内通話定額
2008年3月1日より、「家族割」とあわせて「誰でも割」または「スマイルハート割引」を契約する au 回線から、同一家族割引サービス対象回線への発信が通話定額の対象となる。また、「法人割」契約する法人回線についても同様のサービスを提供。
指定通話定額
月額定額料390円 (税込)を支払うことにより、指定した3件までのau携帯電話への国内通話が24時間無料になる。テレビ電話通話を利用した場合は、無料にならず６割引までである。申し込みを行った月の、翌月からの適用になる。ただしau携帯電話を新規で契約して、指定通話定額の同時申し込みを行った場合は、当月から適用と翌月からの適用を選択できる。
プランZシンプル
2011年9月26日発表、同年9月28日に受付開始されたプラン。月額基本料金1,961円（「誰でも割」加入で980円）でau携帯電話への国内通話が午前1時から午後9時までの間は無料、それ以外の通話は30秒21円で課金される。au携帯電話へのCメールも送受信無料となる（au携帯電話以外への送信は3.15円/1通、受信は無料）。
LTEプラン
2012年9月21日より、iPhone 5発売と同時に受付開始されたau 4G LTE専用プラン。au 4G LTE専用という点以外はプランZシンプルと同一内容である。
au通話定額24
2012年9月21日開始。au 4G LTEプランの利用者が選択できるオプションで、月額500円のオプション料金でau(KDDI/沖縄セルラー)宛の通話が24時間無料となる。

#### NTTコミュニケーションズ
NTTコミュニケーションズは、ウィルコム回線のMVNOで法人向けの定額通話制を提供している。
.Phoneユビキタス
日本国内のウィルコム回線と、NTTコミュニケーションズや無料通話先プロバイダの050IP電話を通話相手とした場合、通話料が無料。

##### 自社相互での音声通話定額制
自社相互の音声通話が定額となるプランとして、2008年3月28日から提供されている「ケータイプラン＋定額パック24」と、2009年2月7日より提供されている「ケータイ定額プラン」があるが、前者は2011年5月31日をもって新規加入の受付を終了している。
定額パック24
ケータイプランに付加する月額980円のオプションで、イー・モバイル自社のサービスエリアからイー・モバイルへ発信する通話が定額の対象となる。また、固定電話や他社の携帯電話・PHSへの通話料も割引となるが、いずれもNTTドコモへのローミングエリアでは適用されなかった。
ケータイ定額プラン
基本料金プランとして提供されているもので、イー・モバイル自社のサービスエリアからイー・モバイルへ発信する通話が定額の対象となる。NTTドコモへのローミングエリアでは適用されなかった。

##### 他社との通話定額制
2011年4月27日から、「通話定額オプション」が提供されている。これはデータ通信が定額となる「スマートプラン」・「スマートプランライト」に付加する、月額1400円のオプションで、国内の電話への通話が、最初の10分間、1ヶ月に300回まで無料となる。なお、スマートプラン・スマートプランライトにはイー・モバイル同士の通話定額サービスはないので、相手がイー・モバイルであっても他社と同条件での通話定額制となる（ケータイプラン・ケータイ定額プランに通話定額オプションを付加することはできない）。2014年2月13日より、「誰とでも定額 for EM」に改称される。
なお、EMOBILE 4G-S契約については、2014年2月27日より、類似サービスである「誰とでも定額 for EM-S」の提供が開始される予定。

## 各キャリア別トータルコストの比較

### 一般向けプラン
| キャリア             | 料金プラン                                              | 基本料金                                  | 割引適用後(初年度)          | 無料通話分 | 基本料金 - 無料通話分                     | 定額通話の対象                                                                           | パケット通信料                                                          |
| -------------------- | ------------------------------------------------------- | ----------------------------------------- | --------------------------- | ---------- | ----------------------------------------- | ---------------------------------------------------------------------------------------- | ----------------------------------------------------------------------- |
| ウィルコム           | 新ウィルコム定額プラン                                  | 2,986円                                   | 2,986円 各種割引の対象外    | 0円        | 2,986円                                   | 全てのPHS回線                                                                            | 0.0864円/パケット （上限2,880円）                                       |
| ウィルコム           | 新ウィルコム定額プランS                                 | 1,494円                                   | 1,494円 各種割引の対象外    | 0円        | 1,494円                                   | 全てのPHS回線                                                                            | 0.108円/パケット （上限2,880円）                                        |
| au                   | プランEシンプル+ 指定通話定額                           | 2,009円                                   | 1,239円 誰でも割            | 0円        | 1,239円                                   | auの設定(最大)3回線                                                                      | 0.216円/パケット (CDMA 1X WIN) EZweb等基本料月額324円が別途必要。       |
| au                   | プランZシンプル LTEプラン                               | 2,009円                                   | 1,011円 誰でも割            | 0円        | 1,011円                                   | すべてのau携帯電話回線(1:00～20:59までが対象。21:00～翌0:59は従量課金)                   | 0.216円/パケット (CDMA 1X WIN) EZweb等基本料月額324円が別途必要。       |
| au                   | LTEプラン+au通話定額24                                  | 2,534円                                   | 1,526円 誰でも割            | 0円        | 1,526円                                   | すべてのau携帯電話回線                                                                   | 0.216円/パケット (CDMA 1X WIN) EZweb等基本料月額324円が別途必要。       |
| ソフトバンクモバイル | ホワイトプラン ホワイトプラン(i)                        | 1,011円                                   | 1,011円 各種割引の対象外    | 0円        | 1,011円                                   | すべてのソフトバンクモバイル携帯電話回線(1:00～20:59までが対象。21:00～翌0:59は従量課金) | 0.21円/パケット (SoftBank 3G) S!ベーシックパック等月額324円が別途必要。 |
| ソフトバンクモバイル | ゴールドプラン                                          | 9,877円                                   | 6,224円 (継続割引/家族割引) | 0円        | 6,224円                                   | すべてのソフトバンクモバイル携帯電話回線(21:00～翌1:00の時間帯は1ヶ月に累計200分まで)    | 0.21円/パケット (SoftBank 3G) S!ベーシックパック等月額324円が別途必要。 |
| ソフトバンクモバイル | スマ放題 通話し放題プラン（スマートフォン、3Gケータイ） | 2,700円 2,200円 (いずれも2年契約時の料金) |                             | 0円        | 2,700円 2,200円 (いずれも2年契約時の料金) | 0180や0570などから始まる通話を除く全ての国内音声回線                                     | 0.21円/パケット (SoftBank 3G) S!ベーシックパック等月額324円が別途必要。 |
| イー・モバイル       | ケータイプラン+定額パック24                             | 2,040円                                   | 2,040円 各種割引の対象外    | 0円        | 2,040円                                   | すべてのイー・モバイル音声回線（自社エリアから発信した場合）                             | 0.0432円/パケット 1,000円分まで無料、上限は4,980円                      |
| イー・モバイル       | ケータイ定額プラン                                      | 805円                                     | 805円 各種割引の対象外      | 0円        | 805円                                     | すべてのイー・モバイル音声回線（自社エリアから発信した場合）                             | 0.0864円/パケット データ定額オプションで597～5,122円/月                 |

- ウィルコム定額プランは2台目以降の料金が2,266円、ライトコールパックの2台目以降（副回線）は基本料金と無料通話が半額となる。
- ホワイトプランにおいてウェブやソフトバンク以外とのS!メールの利用には、「S!ベーシックパック」（月額324円）への加入が必要となる（ソフトバンク同士のメールには加入不要）。なお、他社からのメールは128字以内は無料、それ以上でも全文受信しない限り受信無料となる。
- イー・モバイルのケータイプランはデータ通信の基本料金1,027円とセットで通話部分の基本料は無料となっていて、さらに定額パック24の料金1008円が加算される形となっている。なお、同一名義でデータプランとケータイプランを両方契約すると、ケータイプラン部分の基本料金が無料となる。
- 紙請求書はauは54円・ソフトバンクは108円・ウィルコム108円・イー・モバイルは162円別途必要。

### 法人向けプラン
| キャリア                | 料金プラン                                 | 基本料金 | 割引適用後(初年度)                    | 無料通話分                | 基本料金 - 無料通話分 | 定額通話の対象                                                            | パケット通信料                                          |
| ----------------------- | ------------------------------------------ | -------- | ------------------------------------- | ------------------------- | --------------------- | ------------------------------------------------------------------------- | ------------------------------------------------------- |
| ウィルコム              | ウィルコム定額プラン                       | 2,900円  | 2,200円 (法人割引)                    | 0円                       | 2,200円               | 全てのPHS回線                                                             | 0.021円/パケット                                        |
| ウィルコム              | ウィルコムビジネスタイム定額トリプルプラン | 1,900円  | 1,900円 各種割引の対象外              | 0円                       | 1,900円               | 全てのPHS回線(1:00～20:59までが対象。21:00～翌0:59は従量課金)             | 0.021円/パケット                                        |
| ソフトバンクモバイル    | ソフトバンクモバイルオフィス               | 5,460円  | 3,822円 (法人特別割引+法人割引)       | 0円                       | 3,822円               | オンネットグループに指定した回線(2回線以上)                               | 0.21円/パケット S!ベーシックパック月額315円が別途必要。 |
| NTTドコモ               | ビジネス通話ホーダイ タイプMバリュー       | 6,279円  | 3,654円 (オフィス割MAX50)             | 4,200円 (最大通話約142分) | -546円                | グループに指定した回線(10～299回線)                                       | 0.21円/パケット iモード基本料月額315円が別途必要。      |
| au(CDMA 1X WINの場合)   | ビジネス通話定額 プランM                   | 9,765円  | 7,547円 (グループディスカウント+年割) | 4,252円 (最大通話約144分) | 3,295円               | グループに指定した回線(10～299回線)                                       | 0.21円/パケット Ezweb基本料月額315円が別途必要。        |
| NTTコミュニケーションズ | .Phoneユビキタス                           | 2,950円  | 1,590円 (2年割)                       | 0円                       | 1,590円               | 全てのPHS回線と、NTTコミュニケーションズや無料通話先プロバイダの050IP電話 | 0.0105円/パケット                                       |

## 日本国外でのサービス
北米を中心にプッシュ・ツー・トークサービスで通話定額制が導入されている。